# Razdolnoje (Kraj Stawropolski)
Razdolnoje (ros. Раздольное) – wieś w Rosji, w Kraju Stawropolskim, w rejonie nowoaleksandrowskim. W 2010 liczyła 2221 mieszkańców.